# Charlotte Riley
Charlotte Frances Riley (Stockton-on-Tees, Inglaterra; 29 de diciembre de 1981) es una actriz inglesa.

## Biografía

### Inicios
Riley nació en Grindon, Stockton-on-Tees, Inglaterra. Asistió a la escuela de Teesside desde los 9 hasta los 18 años. Estudió en la Universidad de Durham de 2000 a 2003, donde actuó en numerosas obras teatrales, y obtuvo un grado en Inglés y Lingüística; pero su verdadera preparación en las artes dramáticas se dio en la Academia de Música y Artes Dramáticas de Londres de 2005 a 2007.

### Vida personal
Riley vive desde 2013 en una propiedad georgiana en Richmond, al suroeste de Londres con su marido, el también actor inglés Tom Hardy, sus dos hijos en común, y el hijo mayor de Tom, fruto de una relación anterior. La pareja inició una relación sentimental en 2009, después de conocerse en el set de Wuthering Heights; se comprometieron en 2010 y se casaron el 4 de julio de 2014 en el sur de Francia y tienen dos hijos; el primer niño nació en octubre de 2015 y el segundo, Forrest Hardy, nació en diciembre de 2018.
Tras conocerse en la filmación de Wuthering Heights (2009), también repitieron labores juntos  en las series The Take y en Peaky Blinders

## Carrera cinematográfica

### Trayectoria
En 2004, Riley ganó el premio a la dramaturgia del The Sunday Times por Shaking Cecilia, que coescribió con Tiffany Wood. En 2011, interpretó a Anna en la adaptación de Helen Edmundson de Anna of the Five Towns en BBC Radio 4. Apareció en Edge of Tomorrow, protagonizada por Tom Cruise y Emily Blunt. También apareció en el escenario de la producción del Royal Court Theatre de The Priory, de Michael Wynne.  Coprotagonizó London Has Fallen, donde interpretó a una agente del MI6, Jacqueline Marshall. También interpretó a Arabella Strange en la adaptación de la miniserie de Jonathan Strange & Mr Norrell. En 2018, consiguió un papel principal en el drama Press de la BBC, que fue cancelado después de su primera temporada. En la Navidad de 2019, Riley interpretó el papel de Lottie / Ghost of Christmas Present en la miniserie de la BBC, A Christmas Carol, basada en la novela de Charles Dickens del mismo nombre. Aparecerá en la próxima serie de videos de Amazon Prime Video The Peripheral.

### Filmografía

#### Cine
| Cine | Cine                          | Cine                       | Cine |
| Año  | Título original               | Papel                      |      |
| ---- | ----------------------------- | -------------------------- | ---- |
| 2008 | Survey No. 257 (Cortometraje) | Emma                       |      |
| 2008 | Easy Virtue                   | Sarah Hurst                |      |
| 2012 | Entity                        | Kate Hansen                |      |
| 2014 | Al filo del mañana            | Nance                      |      |
| 2014 | Grand Street                  | Camilla Reilly             |      |
| 2015 | En el corazón del mar         | Peggy Gardner Owen         |      |
| 2015 | Jonathan Strange & Mr Norrell | Arabella                   |      |
| 2016 | London Has Fallen             | Jacquelin Marshall del MI6 |      |
| 2018 | Swimming with Men             | Susan                      |      |
| 2022 | The Interview (Cortometraje)  | Linette                    |      |

#### Televisión
| Televisión | Televisión                                   | Televisión                                   | Televisión                                         |
| ---------- | -------------------------------------------- | -------------------------------------------- | -------------------------------------------------- |
| 2007       | Grownups                                     | Chloe                                        | Serie de TV - Episodio: "Send"                     |
| 2007       | Holby City                                   | Tanya Cusan                                  | Serie de TV - Episodio: "Someone to Watch Over Me" |
| 2008       | Inspector George Gently                      | Carmel O'Shaughnessy                         | Serie de TV - Episodio: "The Burning Man"          |
| 2009       | Wuthering Heights                            | Catherine Earnshaw                           | Película para TV                                   |
| 2009       | The Take                                     | Maggie Summers                               | Miniserie de TV                                    |
| 2009       | Spanish Flu: The Forgotten Fallen            | Peggy Lytton                                 | Película para TV                                   |
| 2009       | Marple: The Mirror Crack'd from Side to Side | Margot Bence                                 | Película para TV                                   |
| 2010       | Foyle's War                                  | Mandy Dean                                   | Serie de TV - Episodio: "Killing Time"             |
| 2010-2011  | DCI Banks                                    | Lucy Payne                                   | Serie de TV - 3 episodios                          |
| 2012       | The Town                                     | Alice                                        | Serie de TV - 3 episodios                          |
| 2012       | World Without End                            | Caris                                        | Serie de TV - 8 episodios                          |
| 2014       | Peaky Blinders                               | May Carleton                                 | Serie de HBO - Segunda temporada, 4 episodios      |
| 2015       | Jonathan Strange & Mr Norrell                | Arabella                                     | Serie de HBO - 7 episodios                         |
| 2017       | Peaky Blinders                               | May Carleton                                 | Serie de HBO - Cuarta temporada, 2 episodios       |
| 2018       | Sticky                                       | Ziggy                                        | Episodio: Where Eagles Fap                         |
| 2018       | Trust                                        | Robina Lund                                  | Serie de TV - 6 episodios                          |
| 2018       | Press                                        | Holly Evans                                  | Serie de TV - 6 episodios                          |
| 2018       | Dark Heart                                   | Juliette                                     | Serie de TV - 6 episodios                          |
| 2019       | A Christmas Carol                            | Lottie / Fantasma de las Navidades Presentes | Película para TV                                   |
| 2022       | The Peripheral                               | Aelita                                       | Serie para Amazon Prime Video                      |